# Muzi Epifani
Maria Luisa Gabriella Epifani, meglio conosciuta come Muzi Epifani (Bengasi, 18 marzo 1935 – Roma, 12 febbraio 1984), è stata una giornalista, poetessa e scrittrice italiana.

## Biografia
Ha studiato Lettere e filosofia all'Università di Heidelberg e all'Università di Roma "La Sapienza", dove si è laureata in filosofia estetica sotto la guida di Emilio Garroni. È stata particolarmente influenzata dall'ermeneutica di Hans-Georg Gadamer e dal pensiero antropologico di Ernesto De Martino, partecipando con lui a missioni sul campo effettuate in Lucania e nel Salento. Tra i suoi compagni di corso alla Sapienza ci furono Alex Duran, Gabriele Giannantoni, Enzo Siciliano e Franco Voltaggio. 
È stata una delle prime autrici italiane a sviluppare uno stile distintivo di scrittura femminile insieme a Natalia Ginzburg, Luce d'Eramo, Dacia Maraini, Biancamaria Frabotta, Gabriella Sobrino e Angiola Sacripante. Fu molto influenzata da scrittrici inglesi quali Katherine Mansfield e, soprattutto, Virginia Woolf, dedicando molta attenzione anche all'opera di Marcel Proust, autore cui ha rivolto la sua tesi di laurea.
Ha collaborato con vari giornali, come l'Unità, l'Avanti!, Paese Sera e la Repubblica. Tra le pioniere del movimento ambientalista italiano, ha creato una rubrica innovativa sul quotidiano Il Globo dedicata alla tutela del paesaggio e dell'ambiente, dal titolo "Articolo 9", in riferimento all'articolo 9 della Costituzione ("La Repubblica promuove lo sviluppo della cultura e ricerca scientifica e tecnologica, provvedendo alla salvaguardia del paesaggio e del patrimonio storico e artistico della Nazione"). Presso la Rai ha sviluppato programmi nel campo della letteratura e del teatro. Giornalista del Giornale Radio 1 della Rai dal 1976, ha recensito numerosi spettacoli teatrali, mostre e libri.
Nel 1976 la sua commedia "La fuga" vince il Premio "Teatro Giovane". In questo dramma satirico, intreccia una vicenda personale con il dibattito politico in corso in quegli anni in Italia sulla legge sull'aborto. Da una parte, c'era un forte movimento cattolico e conservatore che non intendeva depenalizzare l'aborto, dall'altra le forze progressiste volevano evitare uno scontro referendario. La scrittrice denunciava l'ipocrisia italiana di chi permetteva l'aborto nella sfera privata e allo stesso tempo lo criticava in pubblico.
L'opera è stata ripubblicata nel 2015 con l'introduzione della scrittrice e regista italiana Cristina Comencini. È stata presentata alla Casa delle letterature di Roma il 29 maggio da Cristina Comencini, Biancamaria Frabotta, Luciana Di Lello e Franco Voltaggio, con letture realizzate dall'attrice italiana Piera Degli Esposti.
Sempre sul tema dell'interruzione volontaria della gravidanza, scrisse un'altra commedia nel 1978, Di madre in madre, rappresentata al Teatro della Maddalena di Roma.

## Vita privata
Con il pianificatore territoriale Franco Archibugi, ha avuto 4 figli: la regista Francesca, il drammaturgo Luca, l'economista Daniele professore al Birkbeck College, University of London  e la librettista Albertina.
Gabriella Sobrino, nel suo “Il Premio Viareggio? La mia vita”, la descrive come una donna sempre circondata dai suoi figli.  "Lavoravamo di notte insieme quando finalmente riuscivamo a mettere a letto i bambini che si raccoglievano intorno a noi come cuccioli nei loro pigiamini multicolori".
È morta a 48 anni, a Roma.

## Scritti
- Marcel Proust, autore protagonista e scrittore, RAI, Radiotelevisione Italiana, Sede di Firenze - Sezione Programmi, 1966.
- Cloto. Poesia, Antonio Lalli Editore, Poggibonsi, 1977.
- Infanzia di una casalinga emancipata, Prospetti, XII/48, Dicembre 1977.
- Pazzi & creature, Fossalta di Piave, Rebellato, 1982.
- L'adulterio. (Il lato comico), Nuovi Argomenti, n. 16, Ottobre–Dicembre 1985.
- La fuga, Roma 1976. Riedita da Doria di Cassano allo Ionio, La Mongolfiera, 2015 ISBN 978-88-96254-99-8.
- Muzi Epifani e Francesca Pansa, Di madre in madre, Teatro della Maddalena, Roma 1979.
- Muzi Epifani e Gabriella Sobrino, Flou, Roma.
- Muzi Epifani e Gabriella Sobrino, Contrada lunare, Roma.

Traduzioni in italiano
- Margaret Mead, Maschio e femmina, Il Saggiatore, Milano 1962.
- James H. Leuba, La psicologia del misticismo religioso, Feltrinelli, Milano 1960.[9]

## Analisi critica
Asenzio Maria La Rocca, Muzi Epifani - Dall’utilizzo diaristico alla trascrizione, Tesi di laura presso la Facoltà di Lettere e Filosofia, Sapienza Università di Roma, Dipartimento di Storia Antropologia Religioni Arte, Anno Accademico 2020-21, Relatrice Anna Iuso.
Helena Lanza, I quaderni di lavoro di Muzi Epifani (1954- 1979). Una prima ricognizione per la ricostruzione di una memoria., Tesi di laura presso la Facoltà di Lettere e Filosofia, Sapienza Università di Roma, Dipartimento di Storia Antropologia Religioni Arte, Anno Accademico 2020-21, Relatrice Anna Iuso.